# Malacosphaeria
Malacosphaeria är ett släkte av svampar. Malacosphaeria ingår i familjen Trichosphaeriaceae, ordningen Trichosphaeriales, klassen Sordariomycetes, divisionen sporsäcksvampar och riket svampar.
|                | Brachysporium                             |
|                |                                           |
|                | Eriosphaeria                              |
|                |                                           |
|                | Trichosphaeria                            |
|                |                                           |
|                | Cryptadelphia                             |
|                |                                           |
|                | Unisetosphaeria                           |
|                |                                           |
|                | Cresporhaphis                             |
|                |                                           |
|                | Coniobrevicolla                           |
|                |                                           |
| Malacosphaeria | \| \| Malacosphaeria scabrosa \| \| \| \| |
|                | \| \| Malacosphaeria scabrosa \| \| \| \| |
|                | Acanthosphaeria                           |
|                |                                           |
|                | Melchioria                                |
|                |                                           |
|                | Setocampanula                             |
|                |                                           |
|                | Malacosphaeria scabrosa                   |
|                |                                           |

|  | Malacosphaeria scabrosa |
|  |                         |